# Charles Spearman
Charles Edward Spearman (10. září 1863 – 17. září 1945) byl britský psycholog a statistik. Proslavil se vynálezem faktorové analýzy či Spearmanova koeficientu pořadové korelace, a zejména pak výzkumem inteligence – byl zastáncem její dědičnosti a významným eugenikem. Je autorem myšlenky obecné inteligence, tzv. g-faktoru, který by měl stát vedle specifických faktorů (s-faktorů) v pozadí veškeré duševní činnosti.
V roce 1924 byl zvolen členem Královské společnosti, v roce 1938 se stal členem Německé akademie věd Leopoldina a v roce 1943 členem Národní akademie věd Spojených států amerických.
K jeho žákům patřili Raymond Bernard Cattell a David Wechsler.